# Franco Marvulli
Franco Marvulli (n. 11 noiembrie 1978, Zürich, cantonul Zürich, Elveția) este un ciclist elvețian, medaliat olimpic. A participat la 2 ediții ale Jocurilor Olimpice (2004, 2008) în care a câștigat o medalie de argint.